# Istarski magarac
Istarski magarac, hrvatska pasmina magarca. Domaća je životinja vrlo čvrste konstitucije. Veličinom mu se najviše ističe glava. Greben istarskog magarca visine je do 135 cm, a dužina trupa je do 140 cm. Može doživjeti više od 35 godina.